# Alexandr Zhapozhnik
Alexandr Zhapozhnik es un deportista ucraniano que compitió en taekwondo. Ganó una medalla de plata en el Campeonato Europeo de Taekwondo de 2002, en la categoría de –58 kg.

## Palmarés internacional
| Campeonato Europeo | Campeonato Europeo | Campeonato Europeo | Campeonato Europeo |
| Año                | Lugar              | Medalla            | Categoría          |
| ------------------ | ------------------ | ------------------ | ------------------ |
| 2002               | Samsun (Turquía)   | Medalla de plata   | –58 kg             |